# Carta a Titus
La Carta a Titus és una de les tres epístoles pastorals, junt amb la Primera carta a Timoteu i a la Segona carta a Timoteu, en el Nou Testament de la Bíblia, atribuïda històricament a Pau Apòstol. Aquests escrits són sovint considerats com un conjunt, ja que cada carta aclareix l'altra. Es dirigeix a Sant Titus. i descriu els requisits i deures dels preveres / bisbes.
Malgrat porta el nom de Pau de Tars, avui dia la majoria dels crítics i dels teòlegs creuen que no és d'autoria paulina sinó que és l'obra d'algun col·laborador seu. El destinatari de l'epístola es considera que és Titus.